# Mobilize
Mobilize utkom i februari 2002 och är ett musikalbum av det amerikanska punkbandet Anti-Flag. Det är en av de skivor som bandet har gett ut genom sitt eget skivbolag, A-F Records.
Inspelningen av skivan påbörjades den 10 september 2001, och på grund av vad som inträffade nästa dag (11 september-attackerna) skrevs låten "911 for Peace" som inleder skivan. Annars består skivan av 16 spår varav de 8 första är inspelade i studio och de övriga 8 är live-inspelningar.

## Låtlista
1. "911 for Peace" - 3:46
2. "Mumia's Song" - 2:26
3. "What's the Difference?" - 2:01
4. "We Want to Be Free" - 1:38
5. "N.B.C. (No Blood-Thirsty Corporations)" - 2:14
6. "Right to Choose" - 2:59
7. "We Don't Need It!" - 3:19
8. "Anatomy of Your Enemy" - 3:04
9. "Underground Network" - 3:32
10. "Tearing Everyone Down" - 2:44
11. "Bring Out Your Dead" - 3:01
12. "A New Kind of Army" - 3:46
13. "Their System Doesn't Work for You" - 2:25
14. "Free Nation" - 2:56
15. "Spaz's House Destruction Party" - 3:10
16. "Die for the Government" - 31:22